# ARFIP2
ARFIP2 (англ. ADP ribosylation factor interacting protein 2) – білок, який кодується однойменним геном, розташованим у людей на короткому плечі 11-ї хромосоми. Довжина поліпептидного ланцюга білка становить 341 амінокислот, а молекулярна маса — 37 856.
| 10         |  | 20         |  | 30         |  | 40         |  | 50         |
| ---------- |  | ---------- |  | ---------- |  | ---------- |  | ---------- |
| MTDGILGKAA |  | TMEIPIHGNG |  | EARQLPEDDG |  | LEQDLQQVMV |  | SGPNLNETSI |
| VSGGYGGSGD |  | GLIPTGSGRH |  | PSHSTTPSGP |  | GDEVARGIAG |  | EKFDIVKKWG |
| INTYKCTKQL |  | LSERFGRGSR |  | TVDLELELQI |  | ELLRETKRKY |  | ESVLQLGRAL |
| TAHLYSLLQT |  | QHALGDAFAD |  | LSQKSPELQE |  | EFGYNAETQK |  | LLCKNGETLL |
| GAVNFFVSSI |  | NTLVTKTMED |  | TLMTVKQYEA |  | ARLEYDAYRT |  | DLEELSLGPR |
| DAGTRGRLES |  | AQATFQAHRD |  | KYEKLRGDVA |  | IKLKFLEENK |  | IKVMHKQLLL |
| FHNAVSAYFA |  | GNQKQLEQTL |  | QQFNIKLRPP |  | GAEKPSWLEE |  | Q          |

A: Аланін

C: Цистеїн

D: Аспарагінова кислота

E: Глутамінова кислота

F: Фенілаланін

G: Гліцин

H: Гістидин

I: Ізолейцин

K: Лізин

L: Лейцин

M: Метіонін

N: Аспарагін

P: Пролін

Q: Глутамін

R: Аргінін

S: Серин

T: Треонін

V: Валін

W: Триптофан

Кодований геном білок за функцією належить до фосфопротеїнів. 
Задіяний у такому біологічному процесі, як альтернативний сплайсинг. 